# Lovro Monti
Lovro Monti (Knin, 21. travnja 1835. – Knin, 9. travnja 1898.), hrvatski političar i publicist. 

## Životopis
Završio je Pravni fakultet u Padovi (1859.), a neko je vrijeme radio kao odvjetnički pripravnik u Splitu. Uz M. Klaića, N. Nodila, M. Pavlinovića, K. Vojnovića bio je začetnik Narodne stranke i Hrvatskog narodnog preporoda u Dalmaciji. Jedan je od utemeljitelja lista Il Nazionale (Narodni list), u kojem se zalagao za sjedinjenje Dalmacije s Hrvatskom i za upotrebu hrvatskog jezika u školama i uredima. U svim svojim nastupima izražavao je protivljenje tuđinskoj hegemoniji, centralizmu i dualizmu. 
Od 1862. u Kninu je odvjetnik, a 1866. postaje predsjednik općine. Pet je puta uzastopce biran za narodnog zastupnika u pokrajinskom saboru; na prvim izravnim izborima 1873. izabran je za narodnog zastupnika u Carevinskom vijeću u Beču (ponovno biran 1879). Nezadovoljan oportunističkim smjernicama koje je usvojila Narodna stranka povukao se iz javnog života 1882. godine. To se prije svega odnosilo na raskol u Narodnoj stranci nakon kojega su "tzv. Srbi istupili" i osnovali Srbsku stranku. Monti se nije htio prikloniti nikome.
Radio na mirnom suživotu Hrvata i Srba.
Bio je prvi gradonačelnik Knina izabran voljom naroda i Narodne stranke. 4 je puta zastupao Dalmaciju u Carevinskom vijeću (Bečki parlament). Za njegova je mandata mnogo toga učinjeno, a naročito je zagovarao poljoprivredu. Oporučno je ostavio svoje imanje, kasnije nazvano "Montova glavica", koje se sastojalo od 32 ha zemlje, 2000 stabala voćaka, 2 ha vinograda i gospodarskih zgrada uz uvjet da se osnuje poljoprivredna škola. Imanje je u SFRJ rasparcelirano, a općinari podijelili sebi gradilišta. Škola nikada nije dobila njegovo ime, jer je prema ondašnjim shvaćanjima pripadao gospodskoj klasi pa bi to bilo bogohuljenje, ali je barem pred školom bio spomenik.